# Alkes
Alkes (α Crateris, Alpha Crt, α Crt), arabsky „Pohár“, je tradiční jméno hvězdy s označením α v souhvězdí Poháru se zdánlivou jasností 4,07.
Alfa Crateris je chladný oranžový hvězdný obr spektrální třídy K1III. Vzdálenost od Země je zhruba 141 světelných let. Předpokládá se, že se jedná o hvězdu v horizontální větví, což znamená, že se v jejím jádře spaluje helium. Na základě toho byla vypočítána hmotnost hvězdy na 1,81 {\displaystyle M_{\odot }}, svítivost na 66 {\displaystyle L_{\odot }} a stáří kolem dvou miliard let. Její povrchová teplota je 4 691 K.